# Liste der Kulturdenkmale in Ulm-Innenstadt
In der Liste der Kulturdenkmale in Ulm-Innenstadt sind Bau- und Kunstdenkmale des Stadtteils Innenstadt der Stadt Ulm verzeichnet, die im „Verzeichnis der unbeweglichen Bau- und Kunstdenkmale und der zu prüfenden Objekte“ des Landesamts für Denkmalpflege Baden-Württemberg verzeichnet sind. Dieses Verzeichnis ist nicht öffentlich und kann nur bei „berechtigtem Interesse“ eingesehen werden. Die folgende Liste ist daher nicht vollständig und beruht auf anderweitig veröffentlichten Angaben.

## Gesamtanlagen gemäß §19 DSchG

### Auf dem Kreuz
Das Quartier der Gesamtanlage Auf dem Kreuz entstand vorwiegend im 16. und 17. Jahrhundert und befindet sich im Nordosten der Altstadt. In ihr befinden sich 32 Einzeldenkmale gemäß §2 und § 12 DSchG. Umgrenzung: Frauenstraße 32–54 gerade Hausnummern, Seelengraben südliche Straßenseite, Griesbadgasse westliche Straßenseite, Bockgasse nördliche Straßenseite.

#### Einzeldenkmale
| Bild           | Bezeichnung                     | Lage                       | Datierung                                                | Beschreibung | ID |
| -------------- | ------------------------------- | -------------------------- | -------------------------------------------------------- | --- | -- |
| Weitere Bilder | Wohnhaus                        | Auf dem Kreuz 2 (Karte)    | vor 1612                                                 | Fachwerkeckhaus Geschützt nach § 2 DSchG |    |
| Weitere Bilder | Ehemaliges Gasthaus             | Auf dem Kreuz 17 (Karte)   | 17. Jahrhundert                                          | Fachwerkeckhaus mit Wirtshausschild Geschützt nach § 2 DSchG |    |
|                |                                 | Auf dem Kreuz 21 (Karte)   |                                                          | Geschützt nach § 2 DSchG |    |
| Weitere Bilder | Wohnhaus                        | Auf dem Kreuz 24 (Karte)   | 16. Jahrhundert                                          | Giebelständiges Fachwerkhaus Geschützt nach § 2 DSchG |    |
| Weitere Bilder | Wohnhaus                        | Auf dem Kreuz 25 (Karte)   | zwischen 1530 und 1612                                   | Giebelständiges Fachwerkhaus Geschützt nach § 2 DSchG |    |
| Weitere Bilder | Wohnhaus                        | Auf dem Kreuz 28           | wohl 16. oder 17. Jahrhundert, möglicherweise auch älter | Giebelständiges Fachwerkhaus Geschützt nach § 2 DSchG |    |
|                |                                 | Auf dem Kreuz 33 (Karte)   |                                                          | Geschützt nach § 2 DSchG |    |
| Weitere Bilder | Wohn- und Geschäftshaus         | Auf dem Kreuz 38 (Karte)   | 17. Jahrhundert                                          | Giebelständiges Fachwerkhaus Geschützt nach § 2 DSchG |    |
| Weitere Bilder | Wohn- und Geschäftshaus         | Bockgasse 1 (Karte)        | 17. Jahrhundert oder älter                               | Traufständiges verputztes Fachwerkhaus mit Zwechgaupe Geschützt nach § 2 DSchG |    |
| Weitere Bilder | Wohn- und Geschäftshaus         | Bockgasse 3 (Karte)        | im Kern mittelalterlich                                  | Giebelständiges Gebäude mit angeblattetem Fachwerk Geschützt nach § 2 DSchG |    |
| Weitere Bilder | Wohnhaus                        | Bockgasse 7 (Karte)        | im Kern mittelalterlich                                  | Giebelständiges Gebäude mit angeblattetem Fachwerk Geschützt nach § 2 DSchG |    |
| Weitere Bilder | Wohn- und Geschäftshaus         | Bockgasse 21 (Karte)       | älteres Bauwerk                                          | Giebelständiges Massivhaus, Anfang des 19. Jahrhunderts umgebaut Geschützt nach § 2 DSchG |    |
| Weitere Bilder | Wohn- und Geschäftshaus         | Bockgasse 27 (Karte)       | Anfang 20. Jh.                                           | Neo-Renaissance mit Volutengiebel, 1902 entworfen von Raimund Singer Geschützt nach § 2 DSchG |    |
|                |                                 | Bockgasse 29 (Karte)       |                                                          | Geschützt nach § 2 DSchG | BW |
|                |                                 | Frauenstraße 32 (Karte)    |                                                          | Geschützt nach §§ 12 und 28 DSchG |    |
| Weitere Bilder |                                 | Frauenstraße 44 (Karte)    |                                                          | Geschützt nach § 2 DSchG |    |
| Weitere Bilder | Ehemaliges Patrizierhaus Krafft | Frauenstraße 50 (Karte)    | um 1500                                                  | Giebelständiges Fachwerkhaus mit angeschlossenem Traufflügel, Umbauten um 1720, 1808 und später Geschützt nach § 2 DSchG |    |
| Weitere Bilder |                                 | Frauenstraße 52 (Karte)    |                                                          | Geschützt nach § 2 DSchG |    |
| Weitere Bilder |                                 | Griesbadgasse 7 (Karte)    |                                                          | Geschützt nach § 2 DSchG |    |
|                |                                 | Griesbadgasse 9 (Karte)    |                                                          | Geschützt nach § 2 DSchG |    |
| Weitere Bilder | Wohnhaus                        | Hahnengasse 4 (Karte)      | wohl 17. Jahrhundert                                     | Traufständiges Massivhaus mit Zwerchgiebel, nach Brand 1773 wieder aufgebaut, 1899 wurde vorne das Dach aufgestockt, in der Sanierung zwischen 1974 und 1993 fiel der wieder weg Geschützt nach §§ 12 und 28 DSchG |    |
| Weitere Bilder | Wohnhaus                        | Hahnengasse 6 (Karte)      | 17. Jahrhundert oder älter                               | Traufständiges Fachwerkhaus mit Zwerchgiebel Geschützt nach § 2 DSchG |    |
| Weitere Bilder | Sogenanntes Löwenhaus           | Hahnengasse 7 (Karte)      |                                                          | Giebelständiges Fachwerkhaus, erhielt im 16. Jahrhundert eine Renaissance-Quaderzeichnung auf dem Putz, um 1805 ließ der Besitzer, der Maurermeister Georg Peter Kramer, die klassizistische Fassadengliederung hinzufügen und zwei von ihm gerettete staufische Löwen des einstigen Löwentors der Stadtbefestigung anbringen; diese sind inzwischen im Ulmer Museum; der verbliebene Löwe stammt offenbar von einem Renaissance-Brunnen Geschützt nach §§ 12 und 28 DSchG |    |
| Weitere Bilder | Wohnhaus                        | Hahnengasse 13 (Karte)     | vor 1600                                                 | Traufständiges Fachwerkhaus Geschützt nach § 2 DSchG |    |
| Weitere Bilder |                                 | Hahnengasse 15 (Karte)     |                                                          | Geschützt nach § 2 DSchG |    |
| Weitere Bilder | Wohnhaus                        | Hahnengasse 16 (Karte)     | 16. Jahrhundert                                          | Giebelständiges Fachwerkhaus, die Wetterfahne bezeichnet 1562 Geschützt nach § 2 DSchG |    |
| Weitere Bilder | Wohnhaus                        | Hahnengasse 18 (Karte)     | 16. Jahrhundert                                          | Geschützt nach § 2 DSchG |    |
| Weitere Bilder |                                 | Hahnengasse 21 (Karte)     |                                                          | Geschützt nach § 2 DSchG |    |
| Weitere Bilder | Wohnhaus                        | Hahnengasse 23 (Karte)     |                                                          | Traufständiges Fachwerkhaus, schließt sich unmittelbar auf der Westseite der Sebastianskapelle an (Hahnengasse 25) und war ursprünglich das Schiff der Kapelle, wurde 1975 saniert Geschützt nach §§ 12 und 28 DSchG |    |
| Weitere Bilder | Sebastianskapelle               | Hahnengasse 25 (Karte)     | 1415                                                     | 1415 im gotischen Stil erbaut, 1532 profaniert, 1900 umgebaut Geschützt nach §§ 12 und 28 DSchG |    |
| Weitere Bilder | Wohnhaus                        | Hahnengasse 31 (Karte)     | 17. Jahrhundert oder älter                               | Giebelständiges Fachwerkhaus mit Zwerchhaus zur Griesbadgasse, um 1910 Umbau mit Jugendstilelementen Geschützt nach § 2 DSchG |    |
| Weitere Bilder | Wohnhaus                        | Radgasse 2 (Karte)         |                                                          | Giebelständiges Fachwerkhaus Geschützt nach § 2 DSchG |    |
| Weitere Bilder | Wohnhaus                        | Radgasse 20 (Karte)        | 17. Jahrhundert                                          | Giebelständiges Fachwerkhaus, vermutlich im 19. Jahrhundert aufgestockt Geschützt nach § 2 DSchG |    |
| Weitere Bilder | Gebäudeensemble                 | Seelengraben 24-28 (Karte) | 1385, 1900                                               | Die Gebäude Haus-Nr. 24 und 26 sind im Kern mittelalterliche Gebäude. Das Staffelgiebelgebäude Haus-Nr. 28 wurde um 1900 errichtet. Geschützt nach §§ 12 und 28 DSchG |    |
| Weitere Bilder | Sondernutzung                   | Seelengraben 30 (Karte)    | 1538/1539                                                | Rückgebäude des Seelhauses, gestufte Eselsrückenornamenten, war früher Griesbadgasse 17 Geschützt nach §§ 12 und 28 DSchG |    |

### Nördlich des Münsters
Die Gesamtanlage Nördlich des Münsters umfasst die Gassen nördlich und nordöstlich des Münsterplatzes.  Das Viertel ist geprägt von Handwerker- und Kaufmannshäusern, Patrizierhäusern und Klosterhöfen. In ihr befinden sich 103 Einzeldenkmale gemäß §2 und § 12 DSchG.

#### Einzeldenkmäler
| Bild           | Bezeichnung                                     | Lage                         | Datierung                                               | Beschreibung | ID           |
| -------------- | ----------------------------------------------- | ---------------------------- | ------------------------------------------------------- | --- | ------------ |
| Weitere Bilder |                                                 | Bärengasse 4 (Karte)         |                                                         | Geschützt nach § 2 DSchG |              |
| Weitere Bilder | Wohn- und Geschäftshaus                         | Breite Gasse 1 (Karte)       |                                                         | Geschützt nach § 2 DSchG |              |
| Weitere Bilder | Wohn- und Geschäftshaus                         | Breite Gasse 2 (Karte)       |                                                         | Fachwerkhaus, an der Ecke zur Hafengasse, verputzt mit imitierter Fachwerkstruktur, umgebaut 1792; Sitz des Verlags und der Buchhandlung Aegis, in die Siegfried Unseld in die Lehre ging Geschützt nach § 2 DSchG |              |
| Weitere Bilder | Wohn- und Geschäftshaus                         | Breite Gasse 8 (Karte)       |                                                         | Geschützt nach §§ 12 und 28 DSchG |              |
|                | Wohn- und Geschäftshaus                         | Büchsengasse 2 (Karte)       | Ende 18. Jahrhundert                                    | Traufständiges Fachwerkhaus mit Zwerchhaus, unmittelbar neben dem Büchsenstadel, von Koepf auf 17. Jahrhundert geschätzt Geschützt nach § 2 DSchG |              |
| Weitere Bilder | Wohn- und Geschäftshaus                         | Büchsengasse 3 (Karte)       | wohl 17. Jahrhundert                                    | Giebelständiges Fachwerkhaus mit Traufanbau Geschützt nach § 2 DSchG |              |
| Weitere Bilder | Wohnhaus                                        | Büchsengasse 4 (Karte)       | wohl 15. Jahrhundert                                    | Traufständiges Fachwerkhaus mit Zwerchgaupe, angeblattetes Fachwerk Geschützt nach § 2 DSchG |              |
|                | Wohn- und Geschäftshaus                         | Büchsengasse 5 (Karte)       | 16. oder 17. Jahrhundert                                | Geschützt nach § 2 DSchG |              |
|                |                                                 | Büchsengasse 7 (Karte)       | wohl Ende 14. Jahrhundert                               | Geschützt nach § 2 DSchG |              |
| Weitere Bilder | Wohnhaus                                        | Büchsengasse 10 (Karte)      | UG ca. 1647                                             | Traufständiger Massivbau, 1979 EG erneuert Geschützt nach § 2 DSchG |              |
| Weitere Bilder | Wohnhaus                                        | Büchsengasse 12 (Karte)      |                                                         | Giebelständiges Fachwerkhaus mit Traufanbau, Vorderseite von 1630, Rückgebäude ist wegen des angeblatteten Fachwerks mittelalterlich, 1790 umgebaut Geschützt nach §§ 12 und 28 DSchG |              |
| Weitere Bilder | Wohnhaus                                        | Büchsengasse 14 (Karte)      | 16. oder 17. Jahrhundert                                | Giebelständiges Fachwerkhaus Geschützt nach § 2 DSchG |              |
|                | Wohnhaus                                        | Büchsengasse 16 (Karte)      |                                                         | Geschützt nach § 2 DSchG |              |
| Weitere Bilder | Gaststätte „Guckehürle“ und Wohnhaus            | Büchsengasse 20 (Karte)      | 16. oder 17. Jahrhundert                                | Traufständiges Fachwerkhaus; eine Ulmer Spezialität und inzwischen eine Rarität ist das sogenannte Guckehürle oben auf dem First des Hauses; hierbei handelt es sich um ein bedachtes Ausguckhäuschen; die Gaststätte hat den Namen dieser architektonischen Besonderheit übernommen; dieses Guckehürle ist zunächst 1962 entfernt worden, wurde aber im Zuge der Sanierung wieder rekonstruiert Geschützt nach § 2 DSchG |              |
|                |                                                 | Engelgasse 1 (Karte)         |                                                         | Geschützt nach § 2 DSchG |              |
| Weitere Bilder |                                                 | Dreiköniggasse 1 (Karte)     |                                                         | Geschützt nach § 2 DSchG |              |
| Weitere Bilder |                                                 | Dreiköniggasse 2 (Karte)     |                                                         | Geschützt nach § 2 DSchG |              |
| Weitere Bilder | Patrizierhaus Ehinger                           | Frauenstraße 19 (Karte)      | 1577                                                    | Bürgermeister Hans Ehinger ließ das Gebäude errichten, um 1700 Veränderung der Portale Geschützt nach §§ 12 und 28 DSchG |              |
| Weitere Bilder | Ehem. Kaisheimer Pfleghof                       | Frauenstraße 23/1 (Karte)    |                                                         | Geschützt nach §§ 12 und 28 DSchG |              |
| Weitere Bilder | Ehem. Kaisheimer Pfleghof                       | Frauenstraße 23 (Karte)      |                                                         | Geschützt nach §§ 12 und 28 DSchG |              |
| Weitere Bilder | Geschäftshaus                                   | Hafenbad 1 (Karte)           |                                                         | Geschützt nach § 2 DSchG |              |
| Weitere Bilder | Wohn- und Geschäftshaus                         | Hafenbad 2 (Karte)           |                                                         | Giebelständiges dreigeschossiges Fachwerkhaus Geschützt nach § 2 DSchG |              |
|                |                                                 | Hafenbad 3 (Karte)           |                                                         | Geschützt nach § 2 DSchG |              |
| Weitere Bilder |                                                 | Hafenbad 4 (Karte)           |                                                         | Geschützt nach § 2 DSchG |              |
| Weitere Bilder |                                                 | Hafenbad 5 (Karte)           |                                                         | Geschützt nach § 2 DSchG |              |
|                |                                                 | Hafenbad 6 (Karte)           |                                                         | Geschützt nach § 2 DSchG |              |
| Weitere Bilder |                                                 | Hafenbad 8 (Karte)           |                                                         | Geschützt nach § 2 DSchG |              |
|                |                                                 | Hafenbad 9 (Karte)           |                                                         | Geschützt nach § 2 DSchG |              |
|                |                                                 | Hafenbad 10 (Karte)          |                                                         | Geschützt nach § 2 DSchG | BW           |
| Weitere Bilder |                                                 | Hafenbad 15 (Karte)          |                                                         | Geschützt nach § 2 DSchG |              |
|                |                                                 | Hafenbad 17 (Karte)          |                                                         | Geschützt nach § 2 DSchG |              |
|                |                                                 | Hafenbad 19 (Karte)          |                                                         | Geschützt nach § 2 DSchG |              |
| Weitere Bilder | Loggia, historisches Brauhaus „Drei Kannen“     | Hafenbad 31/1 (Karte)        |                                                         | Zweigeschossige Gartenloggia mit Walmdach, Arkadengliederung mit hölzernen Dreiviertelsäulen in der Front, Holzbalustern und barockem Deckenstuck. Geschützt nach § 2 DSchG | 115356063316 |
| Weitere Bilder | Wohn- und Geschäftshaus                         | Hafengasse 1 (Karte)         |                                                         | Fachwerkeckhaus, an der Ecke zu Hafenbad, angeblattetes Fachwerk, mit Fahnenhäusle auf der Spitze des Giebels, erbaut als Bäckerhaus im 15. Jahrhundert, 1780 umgebaut (Jahreszahl im Giebel), das Fachwerk wurde im Zuge der Sanierung zwischen 1974 und 1993 freigelegt Geschützt nach §§ 12 und 28 DSchG |              |
| Weitere Bilder |                                                 | Hafengasse 3 (Karte)         |                                                         | Geschützt nach § 2 DSchG |              |
| Weitere Bilder |                                                 | Hafengasse 5 (Karte)         |                                                         | Geschützt nach §§ 12 und 28 DSchG |              |
| Weitere Bilder | Engelapotheke                                   | Hafengasse 9 (Karte)         |                                                         | Fachwerkeckhaus an der Ecke zur Engelgasse, 1742 aus zwei Häusern zusammengebaut, 1889 wurden der Erker und die Giebelnase hinzugefügt; auf der Seite der Engelsgasse findet sich eine Tafel: Hier wohnte einst unter dem Schutze der Reichsstadt der Dichter Christ. Friedr. Dan. Schubart. Geb. 1739. In Ulm 1775–77. Gest. 1791 Geschützt nach § 2 DSchG                                                               |              |
| Weitere Bilder | Wohn- und Geschäftshaus                         | Hafengasse 10 (Karte)        |                                                         | Geschützt nach § 2 DSchG |              |
| Weitere Bilder | Wohn- und Geschäftshaus                         | Hafengasse 13 (Karte)        |                                                         | Giebelständiges Fachwerkhaus, 1903 Fachwerk vorgeblendet Geschützt nach § 2 DSchG |              |
| Weitere Bilder | Wohn- und Geschäftshaus                         | Hafengasse 15 (Karte)        |                                                         | Geschützt nach § 2 DSchG |              |
|                | Wohn- und Geschäftshaus                         | Hafengasse 19 (Karte)        |                                                         | Geschützt nach §§ 12 und 28 DSchG |              |
| Weitere Bilder | Wohn- und Geschäftshaus                         | Hafengasse 21 (Karte)        |                                                         | Geschützt nach § 2 DSchG |              |
| Weitere Bilder | Wohn- und Geschäftshaus                         | Hafengasse 23 (Karte)        |                                                         | Geschützt nach § 2 DSchG |              |
| Weitere Bilder | Wohn- und Geschäftshaus                         | Hafengasse 27 (Karte)        |                                                         | Geschützt nach § 2 DSchG |              |
| Weitere Bilder | Wohn- und Geschäftshaus                         | Herrenkellergasse 1 (Karte)  |                                                         | Geschützt nach § 2 DSchG |              |
|                | Wohn- und Geschäftshaus                         | Herrenkellergasse 3 (Karte)  |                                                         | Geschützt nach § 2 DSchG |              |
| Weitere Bilder | Gaststätte Herrenkeller                         | Herrenkellergasse 4 (Karte)  | 14. oder 15. Jahrhundert                                | Traufständiges Fachwerkhaus, Anwesen 1386 vom Kloster Wiblingen erworben und als Wiblinger Klosterhof genutzt, 1395 erweitert, um 1636 für die Stadt Ulm umgebaut zur Aufnahme der Stadtbrauerei „zur Veste“, Gaststätte nennt sich später „Herrenkeller“, Wirthausschild im Rokoko-Stil Geschützt nach § 2 DSchG |              |
| Weitere Bilder | Wohn- und Geschäftshaus                         | Herrenkellergasse 5 (Karte)  |                                                         | Geschützt nach § 2 DSchG |              |
| Weitere Bilder | Wohn- und Geschäftshaus                         | Herrenkellergasse 7 (Karte)  |                                                         | Geschützt nach § 2 DSchG |              |
| Weitere Bilder | Wohn- und Geschäftshaus                         | Herrenkellergasse 8 (Karte)  |                                                         | Geschützt nach § 2 DSchG |              |
| Weitere Bilder | Wohn- und Geschäftshaus                         | Herrenkellergasse 9 (Karte)  |                                                         | Geschützt nach § 2 DSchG |              |
| Weitere Bilder | Geschäftshaus                                   | Herrenkellergasse 10 (Karte) |                                                         | Geschützt nach § 2 DSchG |              |
| Weitere Bilder | Wohn- und Geschäftshaus                         | Herrenkellergasse 12 (Karte) |                                                         | Verputztes und dekoriertes Fachwerkhaus mit Zwerchgaupe mit einer eine Wetterfahne tragenden Aufsatz, Dachgauben und Guckehürle Geschützt nach § 2 DSchG |              |
| Weitere Bilder | Wohnhaus                                        | Herrenkellergasse 15 (Karte) | vor 1612                                                | Giebelständiges Fachwerkhaus, wohl im 18. oder 19. Jahrhundert umgebaut, wobei möglicherweise die einstigen Vorkragungen unterbaut wurden Geschützt nach § 2 DSchG |              |
| Weitere Bilder | Gasthaus                                        | Herrenkellergasse 17 (Karte) | 14. oder 15. Jahrhundert, Koepf schätzt 15. Jahrhundert | Traufständiges Fachwerkhaus, dreigeschossiges Bürgerhaus, Standgaupe um 1800 hinzugefügt, ebenfalls um diese Zeit wurden die Fenster und die Fassade verändert Geschützt nach § 2 DSchG |              |
| Weitere Bilder |                                                 | Hinter dem Brot 13 (Karte)   | 16. Jahrhundert                                         | Giebelständiges Fachwerkhaus, traufrecht nur nach Osten, das Fachwerk wurde in der Sanierung zwischen 1974 und 1993 freigelegt Geschützt nach § 2 DSchG |              |
| Weitere Bilder |                                                 | Hinter dem Brot 19 (Karte)   |                                                         | Geschützt nach § 2 DSchG |              |
| Weitere Bilder | Gasthaus                                        | Hintere Rebengasse 1 (Karte) |                                                         | Geschützt nach § 2 DSchG |              |
|                |                                                 | Kohlgasse 5 (Karte)          |                                                         | Geschützt nach § 2 DSchG |              |
|                |                                                 | Kohlgasse 6, 8 (Karte)       |                                                         | Geschützt nach § 2 DSchG |              |
| Weitere Bilder |                                                 | Kohlgasse 10 (Karte)         |                                                         | Geschützt nach § 2 DSchG |              |
|                |                                                 | Kohlgasse 12 (Karte)         |                                                         | Geschützt nach § 2 DSchG |              |
|                |                                                 | Kohlgasse 13 (Karte)         |                                                         | Geschützt nach § 2 DSchG |              |
| Weitere Bilder |                                                 | Kohlgasse 14 (Karte)         |                                                         | Geschützt nach § 2 DSchG |              |
| Weitere Bilder | Wohn- und Geschäftshaus                         | Kohlgasse 15 (Karte)         | 16. Jahrhundert                                         | Giebelständiges Fachwerkhaus Geschützt nach § 2 DSchG |              |
| Weitere Bilder |                                                 | Kohlgasse 17 (Karte)         |                                                         | Geschützt nach § 2 DSchG |              |
| Weitere Bilder |                                                 | Kohlgasse 19 (Karte)         |                                                         | Geschützt nach § 2 DSchG |              |
| Weitere Bilder |                                                 | Kohlgasse 20 (Karte)         |                                                         | Geschützt nach § 2 DSchG |              |
| Weitere Bilder | Gasthaus                                        | Kohlgasse 21 (Karte)         |                                                         | Fachwerkeckhaus Geschützt nach § 2 DSchG |              |
|                |                                                 | Kohlgasse 23 (Karte)         |                                                         | Geschützt nach § 2 DSchG |              |
| Weitere Bilder |                                                 | Kohlgasse 24 (Karte)         |                                                         | Geschützt nach § 2 DSchG |              |
| Weitere Bilder |                                                 | Kohlgasse 27 (Karte)         |                                                         | Geschützt nach § 2 DSchG |              |
| Weitere Bilder |                                                 | Kohlgasse 29 (Karte)         |                                                         | Geschützt nach § 2 DSchG |              |
|                | Pfleghof des Klosters Urspring; heute Wohnhaus. | Kohlgasse 31 (Karte)         | Das Bestehen des Pfleghofs wird erstmals 1414 bezeugt.  | Ehemaliger Pfleghof des Klosters Urspring, in welchen die Abgaben der Lehensbauern der Ulmer Umgegend, insbesondere derer des Rothtals bei Pfaffenhofen eingeliefert wurden. Der Pfleghof diente als Speicher und Verkaufsstelle der Naturalabgaben und als regionaler Verwaltungssitz des Klosters. Geschützt nach § 2 DSchG                                                                                             |              |
| Weitere Bilder | Wohn- und Geschäftshaus                         | Kornhausgasse 6 (Karte)      |                                                         | Geschützt nach § 2 DSchG |              |
| Weitere Bilder | Kornhaus                                        | Kornhausplatz 1 (Karte)      | 1594                                                    | Renaissancebau mit reicher Sgraffito-Verzierung, als städtisches Lagerhaus für Getreide erbaut, dient heute als Konzertsaal sowie Tagungs- und Ausstellungsraum, Rekonstruktion der äußeren Form nach Zerstörung 1944, moderne Gestaltung der Innenräume Geschützt nach §§ 12 und 28 DSchG |              |
| Weitere Bilder | Wohn- und Geschäftshaus                         | Kornhausplatz 2 (Karte)      |                                                         | Geschützt nach § 2 DSchG |              |
| Weitere Bilder | Einsteinhaus                                    | Kornhausplatz 5 (Karte)      | 1967/1968                                               | Errichtet wurde das Einsteinhaus 1967/1968 nach Plänen des Ulmer Architekturbüros Eychmüller, Sykora und Krauss. 2010 wurde die Sanierung des Gebäudes abgeschlossen. Geschützt nach § 2 DSchG |              |
| Weitere Bilder | Wohn- und Geschäftshaus                         | Kornhausplatz 6 (Karte)      |                                                         | Geschützt nach § 2 DSchG |              |
| Weitere Bilder | Wohn- und Geschäftshaus                         | Kornhausplatz 8 (Karte)      |                                                         | Geschützt nach § 2 DSchG |              |
| Weitere Bilder | Wohn- und Geschäftshaus                         | Kornhausplatz 10 (Karte)     |                                                         | Geschützt nach § 2 DSchG |              |
|                |                                                 | Münsterplatz 13 (Karte)      |                                                         | Geschützt nach § 2 DSchG | BW           |
| Weitere Bilder |                                                 | Münsterplatz 17 (Karte)      |                                                         | Geschützt nach § 2 DSchG |              |
| Weitere Bilder |                                                 | Münsterplatz 18 (Karte)      |                                                         | Geschützt nach § 2 DSchG |              |
| Weitere Bilder |                                                 | Münsterplatz 19 (Karte)      |                                                         | Geschützt nach § 2 DSchG |              |
|                |                                                 | Münsterplatz 20 (Karte)      |                                                         | Geschützt nach § 2 DSchG | BW           |
| Weitere Bilder |                                                 | Münsterplatz 21 (Karte)      |                                                         | Geschützt nach § 2 DSchG |              |
| Weitere Bilder | Wohn- und Geschäftshaus                         | Pfluggasse 4 (Karte)         |                                                         | Geschützt nach § 2 DSchG |              |
| Weitere Bilder | Gasthaus                                        | Pfluggasse 6 (Karte)         |                                                         | Geschützt nach § 2 DSchG |              |
| Weitere Bilder |                                                 | Pfluggasse 8 (Karte)         |                                                         | Geschützt nach § 2 DSchG |              |
| Weitere Bilder | Wohn- und Geschäftshaus                         | Platzgasse 6 (Karte)         |                                                         | Fachwerkhaus, im 15. Jahrhundert errichtet als Gutenzeller Pfleghof, angeblattetes Fachwerk, Giebel zur Kohlgasse mit großen Luken und Krüppelwalm, 1637 profaniert Geschützt nach § 2 DSchG |              |
| Weitere Bilder |                                                 | Platzgasse 7 (Karte)         |                                                         | Geschützt nach § 2 DSchG |              |
|                |                                                 | Platzgasse 8 (Karte)         |                                                         | Geschützt nach § 2 DSchG |              |
| Weitere Bilder |                                                 | Platzgasse 10 (Karte)        |                                                         | Geschützt nach § 2 DSchG |              |
| Weitere Bilder |                                                 | Platzgasse 11 (Karte)        |                                                         | Geschützt nach § 2 DSchG |              |
| Weitere Bilder | Wohn- und Geschäftshaus                         | Platzgasse 15 (Karte)        |                                                         | Giebelständiges Fachwerk, spätmittelalterlich mit angeblattetem Fachwerk, 1864 umgebaut und aufgestockt, das Fachwerk im 1. Obergeschoss wurde zwischen 1974 und 1993 freigelegt, die Schaufenster wurden nach 1993 vergrößert Geschützt nach § 2 DSchG |              |
| Weitere Bilder | Büchsenstadel                                   | Platzgasse 18 (Karte)        | 1485                                                    | erbaut als reichsstädtischer Stadel, zunächst für Salz, später ab 1592 als Geschützlager; die Giebel sind in Backstein ausgeführt mit Eselsrückengliederung; 1900 wurden die Fenster vergrößert, 1975 erfolgte eine Renovierung, seit 1977 wird es als Jugendhaus verwendet Geschützt nach § 2 DSchG |              |
| Weitere Bilder | Wohn- und Geschäftshaus                         | Platzgasse 19 (Karte)        | 17. Jahrhundert                                         | Fachwerkhaus Geschützt nach § 2 DSchG |              |
| Weitere Bilder | Gasthaus                                        | Platzgasse 20 (Karte)        | 16. oder Anfang 17. Jahrhundert                         | Fachwerkhaus, verputzt Geschützt nach § 2 DSchG |              |
| Weitere Bilder | Wohn- und Geschäftshaus                         | Platzgasse 23 (Karte)        | etwa 16. Jahrhundert                                    | Fachwerkhaus, angeblattetes Fachwerk, Zwerchhaus mit überkragenden Geschossen Geschützt nach § 2 DSchG |              |
| Weitere Bilder |                                                 | Rabengasse 2 (Karte)         |                                                         | Eckhaus zum Münsterplatz Geschützt nach § 2 DSchG |              |
|                |                                                 | Rabengasse 4 (Karte)         |                                                         | Geschützt nach § 2 DSchG |              |
| Weitere Bilder |                                                 | Rabengasse 6 (Karte)         |                                                         | Geschützt nach § 2 DSchG |              |
| Weitere Bilder |                                                 | Rabengasse 7 (Karte)         |                                                         | Geschützt nach § 2 DSchG |              |
| Weitere Bilder |                                                 | Rabengasse 8 (Karte)         |                                                         | Geschützt nach § 2 DSchG |              |
| Weitere Bilder |                                                 | Rabengasse 9 (Karte)         |                                                         | Geschützt nach § 2 DSchG |              |
| Weitere Bilder |                                                 | Rabengasse 10 (Karte)        |                                                         | Geschützt nach § 2 DSchG |              |
| Weitere Bilder |                                                 | Rabengasse 11 (Karte)        |                                                         | Geschützt nach § 2 DSchG |              |
| Weitere Bilder |                                                 | Rabengasse 13 (Karte)        |                                                         | Geschützt nach § 2 DSchG |              |
|                |                                                 | Rabengasse 16 (Karte)        |                                                         | Geschützt nach § 2 DSchG |              |
| Weitere Bilder |                                                 | Rabengasse 18 (Karte)        |                                                         | Geschützt nach § 2 DSchG |              |

### Fischer- und Donauviertel
Die Gesamtanlage Fischer- und Donauviertel erstreckt sich nördlich der bedeutenden Stadtmauerfront an der Donau entlang der Mündung der Blau im Westen und im Osten über den Marktplatz hinweg bis zur Donaustraße. In ihr befinden sich 77 Einzeldenkmale gemäß §2 und § 12 DSchG.

#### Einzeldenkmale
| Bild           | Bezeichnung                                          | Lage                          | Datierung       | Beschreibung | ID |
| -------------- | ---------------------------------------------------- | ----------------------------- | --------------- | --- | -- |
| Weitere Bilder | Wohnhaus                                             | Auf der Insel 1 (Karte)       | um 1600         | an Weinhofberg 10 südlich angebautes dreigeschossiges Haus mit massivem Untergeschoss und zwei Geschossen Geschützt nach §§ 12 und 28 DSchG |    |
| Weitere Bilder |                                                      | Donaustraße 2 (Karte)         |                 | Geschützt nach § 2 DSchG |    |
| Weitere Bilder | Wohn- und Geschäftshaus, sogenannte Schelerei        | Donaustraße 8 (Karte)         |                 | Südteil 1509 erbaut durch den Stadtarzt Stocker, 1611 wurde der Bau zu seiner jetzigen Größe ausgebaut als Kaufmannshaus, später mehrfach umgebaut, das gotische Portal wurde auf diese Weise verborgen, bereits 1908 wurden unpassende Schaufenster eingebaut (damals für das Kaufhaus Landauer) Geschützt nach § 2 DSchG                                  |    |
| Weitere Bilder | Wohn- und Geschäftshaus                              | Donaustraße 10 (Karte)        |                 | Traufständig mit zentraler Zwerchgaupe, Bürgerhaus des 14. Jahrhunderts Geschützt nach § 2 DSchG |    |
|                | Rückgebäude                                          | Donaustraße 10 (Karte)        |                 | Geschützt nach § 2 DSchG | BW |
| Weitere Bilder | Wohnhaus                                             | Fischergasse 1 (Karte)        |                 | Viergeschossiges Gebäude an der Blau, um 1500 Geschützt nach § 2 DSchG |    |
| Weitere Bilder | Haus zum Wilden Mann                                 | Fischergasse 2 (Karte)        |                 | Geschützt nach § 2 DSchG |    |
| Weitere Bilder | Wohnhaus                                             | Fischergasse 3 (Karte)        |                 | Viergeschossiges Gebäude an der Blau, um 1500 Geschützt nach §§ 12 und 28 DSchG |    |
| Weitere Bilder | Wohnhaus                                             | Fischergasse 4 (Karte)        |                 | Geschützt nach § 2 DSchG |    |
| Weitere Bilder | Ehemaliges Gerberhaus                                | Fischergasse 5 (Karte)        | vor 1612        | Giebelständiges Fachwerkhaus Geschützt nach §§ 12 und 28 DSchG |    |
| Weitere Bilder | Wohnhaus                                             | Fischergasse 6 (Karte)        |                 | früher Haus zum Hohentwiel Geschützt nach § 2 DSchG |    |
| Weitere Bilder | Ehemaliges Gerberhaus                                | Fischergasse 11 (Karte)       |                 | Traufständiges Fachwerkhaus, 17. Jahrhundert oder älter, Koepf vermutet eher 16. Jahrhundert Geschützt nach §§ 12 und 28 DSchG |    |
| Weitere Bilder |                                                      | Fischergasse 13 (Karte)       |                 | Geschützt nach §§ 12 und 28 DSchG |    |
| Weitere Bilder |                                                      | Fischergasse 15 (Karte)       |                 | Geschützt nach § 2 DSchG |    |
| Weitere Bilder | Wohn- und Geschäftshaus                              | Fischergasse 18 (Karte)       |                 | Geschützt nach §§ 12 und 28 DSchG |    |
| Weitere Bilder | Wohn- und Geschäftshaus                              | Fischergasse 22 (Karte)       |                 | Geschützt nach §§ 12 und 28 DSchG |    |
|                |                                                      | Fischergasse 22/1 (Karte)     |                 | Geschützt nach §§ 12 und 28 DSchG |    |
| Weitere Bilder | Kässbohrer-Haus                                      | Fischergasse 23 (Karte)       |                 | Setra-Museum, zweigeschossiges giebelständiges Fachwerkhaus, im Kern 15. Jahrhundert, Umbau im 17. Jahrhundert, 1981 generalsaniert mit Erhöhung des Anbaus Geschützt nach § 2 DSchG |    |
| Weitere Bilder | Haus zur Forelle                                     | Fischergasse 25 (Karte)       |                 | Dreigeschossiges verputztes Eckhaus, ursprünglich zwei Häuser, westlicher Abschluss der Zeile Fischergasse 25–31 Geschützt nach § 2 DSchG |    |
| Weitere Bilder | Schmales Haus                                        | Fischergasse 27 (Karte)       |                 | Viergeschossiges Fachwerkhaus zwischen Blau und Fischergasse, wohl 17. Jahrhundert Geschützt nach §§ 12 und 28 DSchG |    |
| Weitere Bilder | Wohnhaus                                             | Fischergasse 29 (Karte)       |                 | Dreigeschossiges verputztes traufständiges Fachwerkhaus, von der Fischergasse zurückgesetzt an die Blau Geschützt nach § 2 DSchG |    |
| Weitere Bilder | Zunfthaus der Schiffleute                            | Fischergasse 31 (Karte)       |                 | Fachwerkhaus, um 1490 Geschützt nach §§ 12 und 28 DSchG |    |
| Weitere Bilder | Schönes Haus                                         | Fischergasse 40 (Karte)       |                 | Dreigeschossiges Fachwerkhaus, 1616, 1689 aufgestockt Geschützt nach § 2 DSchG |    |
|                |                                                      | Fischergasse 42 (Karte)       |                 | Geschützt nach §§ 12 und 28 DSchG |    |
| Weitere Bilder | Sogenannte Lochmühle                                 | Gerbergasse 6 (Karte)         |                 | Geschützt nach § 2 DSchG |    |
| Weitere Bilder |                                                      | Herdbrucker Straße 6 (Karte)  |                 | Geschützt nach §§ 12 und 28 DSchG |    |
| Weitere Bilder |                                                      | Herdbrucker Straße 7 (Karte)  |                 | Geschützt nach § 2 DSchG |    |
|                |                                                      | Herdbrucker Straße 10 (Karte) |                 | Geschützt nach §§ 12 und 28 DSchG |    |
| Weitere Bilder |                                                      | Herdbrucker Straße 13 (Karte) |                 | Geschützt nach §§ 12 und 28 DSchG |    |
| Weitere Bilder |                                                      | Herdbrucker Straße 15 (Karte) |                 | Geschützt nach § 2 DSchG |    |
| Weitere Bilder |                                                      | Herdbrucker Straße 17 (Karte) |                 | Geschützt nach § 2 DSchG |    |
| Weitere Bilder | Wohn- und Geschäftshaus                              | Kronengasse 1 (Karte)         |                 | Fachwerkhaus, Nordwand aus dem 14. Jahrhundert gehörte zu einem stauferzeitlichen Ministerialsitz, ansonsten um 1500 erbaut, Koepf schätzt um 1600, Fachwerk unter Putz Geschützt nach § 2 DSchG |    |
| Weitere Bilder | Baugruppe Zur Krone, Hofquerflügel                   | Kronengasse 4/1 (Karte)       | 1592            | Geschützt nach § 2 DSchG |    |
| Weitere Bilder | Baugruppe Zur Krone, südöstlicher Renaissanceflügel  | Kronengasse 4/2 (Karte)       | 1631            | gemauertes Eckhaus mit Volutengiebel zu Unter der Metzig und Traufe zur Metzgergasse, 4 Vollgeschosse, 2 Dachgeschosse mit Schleppgauben, Spitzboden mit einer Schleppgaube Geschützt nach § 2 DSchG |    |
| Weitere Bilder | Baugruppe Zur Krone, südwestliches Fachwerkhaus      | Kronengasse 4/3 (Karte)       | 1529            | Satteldachhaus mit Südgiebel zu Unter der Metzig, dort 2 gemauerte Geschosse, darüber in geschossweise vorkragender nur teilweise freiliegender Fachwerkkonstruktion, verputzt mit Rautenmuster, 2 Vollgeschosse und 3 Dachgeschosse mit Schleppgauben; Westseite zu einem schmalen Durchgang, überwiegend bis zur Traufe gemauert Geschützt nach § 2 DSchG |    |
| Weitere Bilder | Sogenanntes Haus Leube                               | Kronengasse 5 (Karte)         |                 | Geschützt nach § 2 DSchG |    |
|                | Wohn- und Geschäftshaus                              | Kronengasse 12 (Karte)        |                 | Geschützt nach § 2 DSchG | BW |
|                |                                                      | Marktplatz 8 (Karte)          |                 | Geschützt nach § 2 DSchG |    |
|                |                                                      | Marktplatz 9 (Karte)          |                 | Geschützt nach § 2 DSchG |    |
| Weitere Bilder |                                                      | Marktplatz 10 (Karte)         |                 | Geschützt nach §§ 12 und 28 DSchG |    |
| Weitere Bilder |                                                      | Marktplatz 11 (Karte)         |                 | Geschützt nach § 2 DSchG |    |
|                |                                                      | Marktplatz 19 (Karte)         |                 | Geschützt nach § 2 DSchG |    |
|                |                                                      | Neue Straße 58 (Karte)        |                 | Geschützt nach §§ 12 und 28 DSchG | BW |
| Weitere Bilder |                                                      | Neue Straße 92 (Karte)        |                 | Geschützt nach §§ 12 und 28 DSchG | BW |
| Weitere Bilder |                                                      | Neue Straße 94 (Karte)        |                 | Geschützt nach §§ 12 und 28 DSchG |    |
| Weitere Bilder |                                                      | Neue Straße 96 (Karte)        |                 | Geschützt nach §§ 12 und 28 DSchG |    |
| Weitere Bilder |                                                      | Sattlergasse 2 (Karte)        |                 | Geschützt nach §§ 12 und 28 DSchG |    |
| Weitere Bilder |                                                      | Sattlergasse 4 (Karte)        |                 | Geschützt nach §§ 12 und 28 DSchG |    |
| Weitere Bilder |                                                      | Schelergasse 2 (Karte)        |                 | Geschützt nach § 2 DSchG |    |
| Weitere Bilder |                                                      | Schelergasse 3 (Karte)        |                 | Geschützt nach § 2 DSchG |    |
| Weitere Bilder |                                                      | Schelergasse 4 (Karte)        |                 | Geschützt nach § 2 DSchG |    |
| Weitere Bilder |                                                      | Schelergasse 6 (Karte)        |                 | Geschützt nach § 2 DSchG |    |
| Weitere Bilder |                                                      | Schelergasse 8 (Karte)        |                 | Geschützt nach § 2 DSchG |    |
|                |                                                      | Schwörhausgasse 3 (Karte)     | 1430/1431       | geschlämmter Backsteinbau mit Satteldach, 2 Vollgeschosse, 3 Dachgeschosse mit Schleppgauben, oberstes mit Hauskran am Westgiebel, darüber Spitzboden; beide Traufseiten frei, Ostgiebel zu Nachbarhaus Geschützt nach §§ 12 und 28 DSchG |    |
| Weitere Bilder | Ulmer Münz                                           | Schwörhausgasse 4 (Karte)     |                 | Geschützt nach § 2 DSchG |    |
|                |                                                      | Schwörhausgasse 4/1 (Karte)   |                 | Geschützt nach § 2 DSchG | BW |
| Weitere Bilder |                                                      | Schwörhausgasse 5 (Karte)     |                 | Geschützt nach § 2 DSchG |    |
| Weitere Bilder | Schiefes Haus                                        | Schwörhausgasse 6 (Karte)     | 13./14. Jh.     | nach Süden und Osten Sichtfachwerk, Nordgiebel geschlämmte Backsteinwand; Satteldach Geschützt nach §§ 12 und 28 DSchG |    |
| Weitere Bilder | Wohnhaus                                             | Unter der Metzig 9 (Karte)    |                 | Geschützt nach § 2 DSchG |    |
| Weitere Bilder | Wohnhaus                                             | Unter der Metzig 11 (Karte)   |                 | Satteldach mit 3 Dachgeschossen und Spitzboden, Südgiebel gemauerter Stufengiebel mit zweigeschossigem Fachwerkerker (Sichtfachwerk), Nordgiebel (Straßenfront) vorkragende Fachwerkkonstruktion (Fachwerk verborgen) Geschützt nach § 2 DSchG |    |
| Weitere Bilder | Wohnhaus                                             | Unter der Metzig 19 (Karte)   |                 | Geschützt nach § 2 DSchG |    |
| Weitere Bilder | Wohnhaus                                             | Unter der Metzig 20 (Karte)   |                 | Geschützt nach § 2 DSchG |    |
| Weitere Bilder | Wohnhaus                                             | Unter der Metzig 23 (Karte)   |                 | Geschützt nach § 2 DSchG |    |
|                |                                                      | Vaterunsergasse 1 (Karte)     |                 | Geschützt nach § 2 DSchG |    |
|                |                                                      | Vaterunsergasse 2 (Karte)     |                 | Geschützt nach § 2 DSchG |    |
|                |                                                      | Vaterunsergasse 3 (Karte)     |                 | Geschützt nach § 2 DSchG |    |
| Weitere Bilder | Schwörhaus                                           | Weinhof 12 (Karte)            |                 | Geschützt nach §§ 12 und 28 DSchG |    |
|                |                                                      | Weinhof 14 (Karte)            |                 | Geschützt nach § 2 DSchG |    |
| Weitere Bilder | Gasthof Zum König von England, sogenannter Engländer | Weinhof 19 (Karte)            |                 | Geschützt nach § 2 DSchG |    |
| Weitere Bilder | Wohn- und Geschäftshaus                              | Weinhof 20 (Karte)            |                 | Geschützt nach § 2 DSchG |    |
| Weitere Bilder | Wohnhaus                                             | Weinhofberg 7 (Karte)         |                 | Geschützt nach § 2 DSchG |    |
| Weitere Bilder |                                                      | Weinhofberg 8 (Karte)         | 17. Jahrhundert | Geschützt nach § 2 DSchG |    |
| Weitere Bilder |                                                      | Weinhofberg 10 (Karte)        |                 | Geschützt nach § 2 DSchG |    |

## Stadtbefestigung
Im Norden der Altstadt sind längere Abschnitte der Stadtbefestigung mit aufgesetzten Soldatenhäusern erhalten. Von Westen nach Osten sind das die Bereiche Neuer Graben 16, an der Nordseite der Straße Frauengraben, an der Nordseite der Straße Seelengraben. Am ehemaligen Zundeltor befindet sich der Seelturm. Zwischen Schiffberg und Gänstor sind noch längere Mauerabschnitte erhalten. Südwestlich des Gänstores am Donauufer sind Mauerrester der Adlerbastei erhalten. Westlich der Herdbrücke kann die Stadtmauer, die sogenannte Donaumauer, bis zur Promenade begangen werden. 

| Bild           | Bezeichnung | Lage                     | Datierung | Beschreibung | ID |
| -------------- | ----------- | ------------------------ | --------- | --- | -- |
| Weitere Bilder | Seelturm    | Seelengraben 51 (Karte)  | 14. Jh.   | Geschützt nach §§ 12 und 28 DSchG |    |
| Weitere Bilder | Zundeltor   | Seelengraben 49 (Karte)  |           | Geschützt nach §§ 12 und 28 DSchG |    |
| Weitere Bilder | Gänsturm    | Zeughausgasse 2 (Karte)  | um 1360   | errichtet mit der Befestigung der Stadterweiterung um 1360, 1495 auf die jetzige Höhe erhöht, 1944 abgebrannt, 1957 mit hohen Walmdach gedeckt, 2002 Einbau der Uhr Geschützt nach §§ 12 und 28 DSchG |    |
| Weitere Bilder | Metzgerturm | Unter der Metzig (Karte) |           | Geschützt nach § 2 DSchG |    |

## Einzeldenkmale außerhalb der Gesamtanlagen
| Bild           | Bezeichnung                                          | Lage                              | Datierung                  | Beschreibung | ID |
| -------------- | ---------------------------------------------------- | --------------------------------- | -------------------------- | --- | -- |
|                |                                                      | Adlerbastei 3 (Karte)             |                            | Geschützt nach § 2 DSchG | BW |
|                |                                                      | Am Zundeltor 1 (Karte)            |                            | Geschützt nach § 2 DSchG |    |
|                |                                                      | Am Zundeltor 2 (Karte)            |                            | Geschützt nach § 2 DSchG |    |
|                |                                                      | Baurengasse 1 (Karte)             |                            | Geschützt nach § 2 DSchG |    |
| Weitere Bilder |                                                      | Baurengasse 13 (Karte)            |                            | Geschützt nach § 2 DSchG |    |
|                |                                                      | Bessererstraße 9 (Karte)          |                            | Geschützt nach § 2 DSchG | BW |
| Weitere Bilder | Wohnhaus                                             | Bockgasse 4 (Karte)               | wohl 17. Jahrhundert       | Traufständiges Fachwerkhaus an der Ecke zur Steingasse Geschützt nach § 2 DSchG |    |
| Weitere Bilder | Wohnhaus                                             | Bockgasse 10 (Karte)              |                            | Giebelständiges Fachwerkhaus, 1699 aufgestockt Geschützt nach § 2 DSchG |    |
| Weitere Bilder | Wohnhaus                                             | Bockgasse 14/1 (Karte)            |                            | Geschützt nach § 2 DSchG |    |
|                |                                                      | Bockgasse 14/2 (Karte)            |                            | Geschützt nach § 2 DSchG |    |
|                |                                                      | Deinselsgasse 12 (Karte)          |                            | Geschützt nach § 2 DSchG |    |
| Weitere Bilder |                                                      | Deinselsgasse 14 (Karte)          |                            | Geschützt nach § 2 DSchG |    |
|                |                                                      | Deinselsgasse 16 (Karte)          |                            | Geschützt nach § 2 DSchG |    |
|                | Wohn- und Geschäftshaus                              | Dreiköniggasse 8 (Karte)          | vor 1612                   | Giebelständiges Fachwerkhaus, zwischen zwei traufständigen Gebäuden; das Fachwerk wurde im Rahmen einer Sanierung im Jahr 1975 wieder freigelegt und die früher vorhandene Backstein-Bemalung restauriert Geschützt nach § 2 DSchG |    |
|                | Grabenhaus                                           | Frauengraben 1 (Karte)            | 1616-1630                  | Ehemaliges Wohnhaus für Ulmer Stadtsoldaten Geschützt nach §§ 12 und 28 DSchG |    |
|                | Grabenhaus                                           | Frauengraben 3 (Karte)            | 1616-1630                  | Ehemaliges Wohnhaus für Ulmer Stadtsoldaten Geschützt nach §§ 12 und 28 DSchG |    |
|                | Grabenhaus                                           | Frauengraben 5 (Karte)            | 1616-1630                  | Ehemaliges Wohnhaus für Ulmer Stadtsoldaten Geschützt nach §§ 12 und 28 DSchG |    |
|                | Grabenhaus                                           | Frauengraben 7 (Karte)            | 1616-1630                  | Ehemaliges Wohnhaus für Ulmer Stadtsoldaten Geschützt nach §§ 12 und 28 DSchG |    |
|                | Grabenhaus                                           | Frauengraben 9 (Karte)            | 1616-1630                  | Ehemaliges Wohnhaus für Ulmer Stadtsoldaten Geschützt nach §§ 12 und 28 DSchG |    |
|                | Grabenhaus                                           | Frauengraben 11 (Karte)           | 1616-1630                  | Ehemaliges Wohnhaus für Ulmer Stadtsoldaten Geschützt nach §§ 12 und 28 DSchG |    |
|                | Grabenhaus                                           | Frauengraben 13 (Karte)           | 1616-1630                  | Ehemaliges Wohnhaus für Ulmer Stadtsoldaten Geschützt nach §§ 12 und 28 DSchG |    |
|                | Grabenhaus                                           | Frauengraben 15 (Karte)           | 1616-1630                  | Ehemaliges Wohnhaus für Ulmer Stadtsoldaten Geschützt nach §§ 12 und 28 DSchG |    |
|                | Grabenhaus                                           | Frauengraben 17 (Karte)           | 1616-1630                  | Ehemaliges Wohnhaus für Ulmer Stadtsoldaten Geschützt nach §§ 12 und 28 DSchG |    |
|                | Grabenhaus                                           | Frauengraben 19 (Karte)           | 1616-1630                  | Ehemaliges Wohnhaus für Ulmer Stadtsoldaten Geschützt nach §§ 12 und 28 DSchG |    |
|                | Grabenhaus                                           | Frauengraben 21 (Karte)           | 1616-1630                  | Ehemaliges Wohnhaus für Ulmer Stadtsoldaten Geschützt nach §§ 12 und 28 DSchG |    |
|                | Grabenhaus                                           | Frauengraben 23 (Karte)           | 1616-1630                  | Ehemaliges Wohnhaus für Ulmer Stadtsoldaten Geschützt nach §§ 12 und 28 DSchG |    |
|                | Grabenhaus                                           | Frauengraben 25 (Karte)           | 1616-1630                  | Ehemaliges Wohnhaus für Ulmer Stadtsoldaten Geschützt nach §§ 12 und 28 DSchG |    |
|                | Grabenhaus                                           | Frauengraben 27 (Karte)           | 1616-1630                  | Ehemaliges Wohnhaus für Ulmer Stadtsoldaten Geschützt nach §§ 12 und 28 DSchG |    |
|                | Grabenhaus                                           | Frauengraben 29 (Karte)           | 1616-1630                  | Ehemaliges Wohnhaus für Ulmer Stadtsoldaten Geschützt nach §§ 12 und 28 DSchG |    |
|                | Grabenhaus                                           | Frauengraben 31 (Karte)           | 1616-1630                  | Ehemaliges Wohnhaus für Ulmer Stadtsoldaten Geschützt nach §§ 12 und 28 DSchG |    |
|                | Grabenhaus                                           | Frauengraben 33 (Karte)           | 1616-1630                  | Ehemaliges Wohnhaus für Ulmer Stadtsoldaten Geschützt nach §§ 12 und 28 DSchG |    |
|                | Grabenhaus                                           | Frauengraben 35 (Karte)           | 1616-1630                  | Ehemaliges Wohnhaus für Ulmer Stadtsoldaten Geschützt nach §§ 12 und 28 DSchG |    |
|                | Grabenhaus                                           | Frauengraben 37 (Karte)           | 1616-1630                  | Ehemaliges Wohnhaus für Ulmer Stadtsoldaten Geschützt nach §§ 12 und 28 DSchG |    |
|                | Grabenhaus                                           | Frauengraben 39 (Karte)           | 1616-1630                  | Ehemaliges Wohnhaus für Ulmer Stadtsoldaten Geschützt nach §§ 12 und 28 DSchG |    |
|                | Grabenhaus                                           | Frauengraben 41 (Karte)           | 1616-1630                  | Ehemaliges Wohnhaus für Ulmer Stadtsoldaten Geschützt nach §§ 12 und 28 DSchG |    |
|                | Grabenhaus                                           | Frauengraben 45 (Karte)           | 1616-1630                  | Ehemaliges Wohnhaus für Ulmer Stadtsoldaten Geschützt nach §§ 12 und 28 DSchG |    |
|                | Grabenhaus                                           | Frauengraben 47 (Karte)           | 1616-1630                  | Ehemaliges Wohnhaus für Ulmer Stadtsoldaten Geschützt nach §§ 12 und 28 DSchG |    |
| Weitere Bilder | Salmannsweiler Hof                                   | Frauenstraße 2 (Karte)            |                            | im 15. Jahrhundert erbaut durch Konrad von Weißenhorn, 1485 aus- und umgebaut, bis 1505 im Besitz der Kaufmannsfamilie Gienger, 1794 wurde der Hof umgebaut, wobei ein klassizistischer Baustil übernommen wurde und das Mansarddach entstand, bis 1803 Pfleghof der Zisterzienserabtei Salem, 1950 und 1981 weitgehend renoviert, wobei auch die Fassade neu gestaltet wurde Geschützt nach §§ 12 und 28 DSchG |    |
|                |                                                      | Frauenstraße 30 (Karte)           |                            | Geschützt nach § 2 DSchG | BW |
|                |                                                      | Frauenstraße 56 (Karte)           |                            | Geschützt nach § 2 DSchG |    |
| Weitere Bilder | Wohnhaus                                             | Glasgasse 17 (Karte)              | 17. Jahrhundert oder älter | Giebelständiges verputztes Fachwerkhaus Geschützt nach § 2 DSchG |    |
|                |                                                      | Griesbadgasse 22 (Karte)          |                            | Geschützt nach § 2 DSchG | BW |
| Weitere Bilder | Zeugamtsschreiberei                                  | Griesbadgasse 30 (Karte)          |                            | 1682 erbaut, Koepf nennt das Jahr 1685, wird heute von der Kriminalpolizei in Ulm als Bürogebäude genutzt Geschützt nach §§ 12 und 28 DSchG |    |
| Weitere Bilder | Seelbrunnenhaus                                      | Griesbadgasse 32 (Karte)          |                            | Geschützt nach § 2 DSchG |    |
| Weitere Bilder | Ehemalige Dominikaner-/Dreifaltigkeitskirche         | Grüner Hof (Karte)                |                            | Geschützt nach §§ 12 und 28 DSchG |    |
| Weitere Bilder | Reichenauer Hof                                      | Grüner Hof 2 (Karte)              | um 1535                    | zunächst die Ulmer Niederlassung des Klosters Reichenau bis Mitte des 13. Jahrhunderts, danach Patriziersitz, der Südflügel wurde um 1535 im Stil der Frührenaissance gebaut, Kaiser Karl V. logierte hier bei seinen fünf Besuchen in Ulm 1543–54, umfangreiche Zerstörungen im Zweiten Weltkrieg, 1987–1990 renoviert und teilweise neu gestaltet Geschützt nach § 2 DSchG |    |
| Weitere Bilder | Pfleghof des Klosters Ochsenhausen                   | Grüner Hof 5 (Karte)              | 1490                       | um 1968/69 nach den Kriegsschäden wieder aufgebaut, wobei jedoch Tür und Fensteröffnungen willkürlich verändert wurden Geschützt nach § 2 DSchG |    |
|                |                                                      | Hafenbad 33 (Karte)               |                            | Geschützt nach §§ 12 und 28 DSchG |    |
| Weitere Bilder | Wohnhaus                                             | Hahnengasse 32 (Karte)            |                            | Fachwerkeckhaus, an der Ecke zur Griesbadgasse, Umbau des 18. Jahrhunderts Geschützt nach § 2 DSchG |    |
| Weitere Bilder | Villa                                                | Heimstraße 9 (Karte)              | 1903                       | entworfen von Paul Kienzle (nach Vogel, Heinloth: Raimund Singer) im Stil der italienischen Hochrenaissance Geschützt nach § 2 DSchG |    |
| Weitere Bilder | Villa                                                | Heimstraße 15 (Karte)             | 1899                       | entworfen von Raimund Singer im Stil der Neo-Renaissance Geschützt nach § 2 DSchG |    |
| Weitere Bilder | Etagenwohnhaus                                       | Heimstraße 17 (Karte)             | 1896                       | Freistehend, entworfen von Paul Kienzle im Stil der Neo-Renaissance Geschützt nach § 2 DSchG |    |
| Weitere Bilder | Wohnhaus                                             | Heimstraße 19 (Karte)             |                            | freistehend Geschützt nach § 2 DSchG |    |
| Weitere Bilder | Villa                                                | Heimstraße 25 (Karte)             | 1890                       | erbaut 1890 etwas weiter westlich, im Herbst 1903 um 50 Meter weiter nach Osten verschoben und um 90 Grad gedreht Geschützt nach § 2 DSchG |    |
|                | Villa                                                | Heimstraße 27 (Karte)             |                            | Geschützt nach § 2 DSchG |    |
|                | Villa                                                | Heimstraße 29 (Karte)             |                            | Geschützt nach § 2 DSchG |    |
|                | Grabenhaus                                           | Henkersgraben 1 (Karte)           | 1632                       | Ehemaliges Wohnhaus für Ulmer Stadtsoldaten Geschützt nach § 2 DSchG | BW |
|                | Grabenhaus                                           | Henkersgraben 3 (Karte)           | 1632                       | Ehemaliges Wohnhaus für Ulmer Stadtsoldaten Geschützt nach § 2 DSchG | BW |
|                | Grabenhaus                                           | Henkersgraben 5 (Karte)           | 1632                       | Ehemaliges Wohnhaus für Ulmer Stadtsoldaten Geschützt nach § 2 DSchG | BW |
|                | Grabenhaus                                           | Henkersgraben 7 (Karte)           | 1632                       | Ehemaliges Wohnhaus für Ulmer Stadtsoldaten Geschützt nach § 2 DSchG | BW |
|                | Grabenhaus                                           | Henkersgraben 9 (Karte)           | 1632                       | Ehemaliges Wohnhaus für Ulmer Stadtsoldaten Geschützt nach § 2 DSchG | BW |
|                | Grabenhaus                                           | Henkersgraben 11 (Karte)          | 1632                       | Ehemaliges Wohnhaus für Ulmer Stadtsoldaten Geschützt nach § 2 DSchG | BW |
|                | Grabenhaus                                           | Henkersgraben 12 (Karte)          | 1632                       | Ehemaliges Wohnhaus für Ulmer Stadtsoldaten Geschützt nach § 2 DSchG | BW |
|                | Grabenhaus                                           | Henkersgraben 13 (Karte)          | 1632                       | Ehemaliges Wohnhaus für Ulmer Stadtsoldaten Geschützt nach § 2 DSchG |    |
|                | Grabenhaus                                           | Henkersgraben 15 (Karte)          | 1632                       | Ehemaliges Wohnhaus für Ulmer Stadtsoldaten Geschützt nach § 2 DSchG |    |
|                | Grabenhaus                                           | Henkersgraben 16 (Karte)          | 1632                       | Ehemaliges Wohnhaus für Ulmer Stadtsoldaten Geschützt nach § 2 DSchG | BW |
|                | Grabenhaus                                           | Henkersgraben 18 (Karte)          | 1632                       | Ehemaliges Wohnhaus für Ulmer Stadtsoldaten Geschützt nach § 2 DSchG | BW |
|                | Grabenhaus                                           | Henkersgraben 23 (Karte)          | 1632                       | Ehemaliges Wohnhaus für Ulmer Stadtsoldaten Geschützt nach § 2 DSchG | BW |
|                | Grabenhaus                                           | Henkersgraben 24 (Karte)          | 1632                       | Ehemaliges Wohnhaus für Ulmer Stadtsoldaten Geschützt nach § 2 DSchG | BW |
|                | Grabenhaus                                           | Henkersgraben 27 (Karte)          | 1632                       | Ehemaliges Wohnhaus für Ulmer Stadtsoldaten Geschützt nach § 2 DSchG | BW |
|                | Grabenhaus                                           | Henkersgraben 28 (Karte)          | 1632                       | Ehemaliges Wohnhaus für Ulmer Stadtsoldaten Geschützt nach § 2 DSchG | BW |
|                | Grabenhaus                                           | Henkersgraben 33 (Karte)          | 1632                       | Ehemaliges Wohnhaus für Ulmer Stadtsoldaten Geschützt nach § 2 DSchG | BW |
|                | Grabenhaus                                           | Henkersgraben 35 (Karte)          | 1632                       | Ehemaliges Wohnhaus für Ulmer Stadtsoldaten Geschützt nach § 2 DSchG | BW |
|                | Grabenhaus                                           | Henkersgraben 37 (Karte)          | 1632                       | Ehemaliges Wohnhaus für Ulmer Stadtsoldaten Geschützt nach § 2 DSchG | BW |
| Weitere Bilder | Theater Ulm                                          | Herbert-von-Karajan-Platz (Karte) |                            | Geschützt nach § 2 DSchG |    |
| Weitere Bilder | Geschäftshaus                                        | Hirschstraße 9 (Karte)            | 1911–1912                  | nach Entwurf der Stuttgarter Architekten Ludwig Eisenlohr und Oscar Pfennig im späten Jugendstil errichtet; die Glaskuppel wurde im Zweiten Weltkrieg zerstört; über dem Eingang allegorisches Relief „Handel“ des Ulmer Bildhauers Martin Scheible Geschützt nach § 2 DSchG |    |
| Weitere Bilder | Wohn- und Geschäftshaus                              | Judenhof 1 (Karte)                |                            | Geschützt nach § 2 DSchG |    |
| Weitere Bilder | Wohn- und Geschäftshaus                              | Judenhof 10 (Karte)               |                            | Traufständiges Fachwerkhaus, Judenhaus des 14. Jahrhunderts, Fenster und Fachwerk Ende 16. Jahrhundert, Erdgeschoss im 19. Jahrhundert verändert Geschützt nach §§ 12 und 28 DSchG |    |
| Weitere Bilder | Wohn- und Geschäftshaus                              | Judenhof 11 (Karte)               | 1569                       | Traufständiges dreigeschossiges Massivhaus, Fassade aus Sandstein 1851 und 1880 hinzugefügt Geschützt nach § 2 DSchG |    |
| Weitere Bilder | Wohn- und Geschäftshaus, sogenanntes Schuhhaus       | Kramgasse 4 (Karte)               |                            | Geschützt nach §§ 12 und 28 DSchG |    |
| Weitere Bilder | Rathaus                                              | Marktplatz 1 (Karte)              |                            | im späten 14. Jahrhundert begonnener Baukomplex Geschützt nach §§ 12 und 28 DSchG |    |
|                |                                                      | Münchner Straße 2 (Karte)         |                            | Geschützt nach § 2 DSchG |    |
|                |                                                      | Münchner Straße 4 (Karte)         |                            | Geschützt nach § 2 DSchG |    |
| Weitere Bilder | Valentinskapelle                                     | Münsterplatz (Karte)              | 1458                       | an der Ostseite des früheren Münsterfriedhofes als Grablege für den Ulmer Patrizier Heinrich Rembold und seine Familie errichtet, 1531 säkularisiert, 1894 an die Münstergemeinde übereignet Geschützt nach §§ 12 und 28 DSchG |    |
| Weitere Bilder | Ulmer Münster                                        | Münsterplatz 21 (Karte)           |                            | im gotischen Stil errichtete Hauptkirche der ehemals freien Reichsstadt Ulm, seit der Einführung der Reformation 1529 die größte protestantische Kirche der Welt, hat seit dem 19. Jahrhundert mit 161,50 m den höchsten Kirchturm der Welt Geschützt nach § 2 DSchG |    |
| Weitere Bilder | Neuer Bau                                            | Münsterplatz 47 (Karte)           |                            | ehemaliges Lagerhaus des 16. Jh., nach Feuer im frühen 20. Jh.neu errichtet, heute Sitz der Polizeidirektion Geschützt nach §§ 12 und 28 DSchG |    |
| Weitere Bilder |                                                      | Neue Straße 71 (Karte)            |                            | Geschützt nach §§ 12 und 28 DSchG |    |
| Weitere Bilder |                                                      | Neue Straße 100 (Karte)           |                            | Geschützt nach §§ 12 und 28 DSchG |    |
| Weitere Bilder | Nikolauskapelle                                      | Neue Straße 102 (Karte)           |                            | ältestes erhalten gebliebenes Gebäude Ulms; 1222 erstmals erwähnt als Schenkung des Besitzers Marquard, Notar der Stauferkönige, an das Kloster Salem; 1246 Übergang an das Kloster Reichenau; 1383 Erweiterung des Chors; 1497 vom Kloster Ochsenhausen aufgestockt; ab 1646 als städtischer Sandstadel genutzt; danach Privathaus; 1977 restauriert Geschützt nach §§ 12 und 28 DSchG |    |
|                | Grabenhaus                                           | Neuer Graben 6 (Karte)            | 1613-1630                  | Ehemaliges Wohnhaus für Ulmer Stadtsoldaten Geschützt nach § 2 DSchG |    |
|                | Grabenhaus                                           | Neuer Graben 8 (Karte)            | 1613-1630                  | Ehemaliges Wohnhaus für Ulmer Stadtsoldaten Geschützt nach § 2 DSchG |    |
|                | Grabenhaus                                           | Neuer Graben 10 (Karte)           | 1613-1630                  | Ehemaliges Wohnhaus für Ulmer Stadtsoldaten Geschützt nach § 2 DSchG | BW |
|                | Grabenhaus                                           | Neuer Graben 12 (Karte)           | 1613-1630                  | Ehemaliges Wohnhaus für Ulmer Stadtsoldaten Geschützt nach § 2 DSchG |    |
|                | Grabenhaus                                           | Neuer Graben 14 (Karte)           | 1613-1630                  | Ehemaliges Wohnhaus für Ulmer Stadtsoldaten Geschützt nach § 2 DSchG |    |
|                | Grabenhaus                                           | Neuer Graben 16 (Karte)           | 1613-1630                  | Ehemaliges Wohnhaus für Ulmer Stadtsoldaten Geschützt nach § 2 DSchG |    |
| Weitere Bilder |                                                      | Olgastraße 94 (Karte)             |                            | Geschützt nach § 2 DSchG |    |
| Weitere Bilder | Sogenanntes Kaiser-Friedrich-Haus                    | Olgastraße 100-102 (Karte)        |                            | Geschützt nach § 2 DSchG |    |
| Weitere Bilder | Justizgebäude                                        | Olgastraße 106 (Karte)            | 1893–1897                  | neo-klassizistisches Gebäude, 1893–1897 nach Plänen des württembergischen Baubeamten Oberbaurat Karl von Sauter errichtet Geschützt nach § 2 DSchG |    |
| Weitere Bilder | Wohn- und Geschäftshaus                              | Platzgasse 31 (Karte)             |                            | Fachwerkhaus Geschützt nach § 2 DSchG |    |
| Weitere Bilder |                                                      | Promenade 13 (Karte)              |                            | Geschützt nach § 2 DSchG |    |
| Weitere Bilder |                                                      | Salzstadelgasse 10 (Karte)        |                            | Geschützt nach §§ 12 und 28 DSchG |    |
| Weitere Bilder | Wohn- und Geschäftshaus                              | Salzstadelgasse 11 (Karte)        | vor 1612                   | Giebelständiges Fachwerkhaus Geschützt nach § 2 DSchG |    |
| Weitere Bilder | Wohnhaus                                             | Salzstadelgasse 17 (Karte)        | 17. Jahrhundert            | Traufständiges Fachwerkhaus, das Fachwerk wurde nach der letzten Bestandsaufnahme von 1993 freigelegt Geschützt nach §§ 12 und 28 DSchG |    |
|                |                                                      | Schuhhausgasse 2 (Karte)          |                            | Geschützt nach § 2 DSchG |    |
|                |                                                      | Schuhhausgasse 4 (Karte)          |                            | Geschützt nach § 2 DSchG |    |
|                | Grabenhaus                                           | Seelengraben 1 (Karte)            | 1616-1630                  | Ehemaliges Wohnhaus für Ulmer Stadtsoldaten Geschützt nach §§ 12 und 28 DSchG |    |
|                | Grabenhaus                                           | Seelengraben 3 (Karte)            | 1616-1630                  | Ehemaliges Wohnhaus für Ulmer Stadtsoldaten Geschützt nach §§ 12 und 28 DSchG |    |
|                | Grabenhaus                                           | Seelengraben 5 (Karte)            | 1616-1630                  | Ehemaliges Wohnhaus für Ulmer Stadtsoldaten Geschützt nach §§ 12 und 28 DSchG |    |
|                | Grabenhaus                                           | Seelengraben 7 (Karte)            | 1616-1630                  | Ehemaliges Wohnhaus für Ulmer Stadtsoldaten Geschützt nach §§ 12 und 28 DSchG |    |
|                | Grabenhaus                                           | Seelengraben 9 (Karte)            | 1616-1630                  | Ehemaliges Wohnhaus für Ulmer Stadtsoldaten Geschützt nach §§ 12 und 28 DSchG |    |
|                | Grabenhaus                                           | Seelengraben 11 (Karte)           | 1616-1630                  | Ehemaliges Wohnhaus für Ulmer Stadtsoldaten Geschützt nach §§ 12 und 28 DSchG |    |
|                | Grabenhaus                                           | Seelengraben 13 (Karte)           | 1616-1630                  | Ehemaliges Wohnhaus für Ulmer Stadtsoldaten Geschützt nach §§ 12 und 28 DSchG |    |
|                | Grabenhaus                                           | Seelengraben 15 (Karte)           | 1616-1630                  | Ehemaliges Wohnhaus für Ulmer Stadtsoldaten Geschützt nach §§ 12 und 28 DSchG |    |
|                | Grabenhaus                                           | Seelengraben 17 (Karte)           | 1616-1630                  | Ehemaliges Wohnhaus für Ulmer Stadtsoldaten Geschützt nach §§ 12 und 28 DSchG |    |
|                | Grabenhaus                                           | Seelengraben 19 (Karte)           | 1616-1630                  | Ehemaliges Wohnhaus für Ulmer Stadtsoldaten Geschützt nach §§ 12 und 28 DSchG |    |
|                | Grabenhaus                                           | Seelengraben 21 (Karte)           | 1616-1630                  | Ehemaliges Wohnhaus für Ulmer Stadtsoldaten Geschützt nach §§ 12 und 28 DSchG |    |
|                | Grabenhaus                                           | Seelengraben 23 (Karte)           | 1616-1630                  | Ehemaliges Wohnhaus für Ulmer Stadtsoldaten Geschützt nach §§ 12 und 28 DSchG |    |
|                | Grabenhaus                                           | Seelengraben 25 (Karte)           | 1616-1630                  | Ehemaliges Wohnhaus für Ulmer Stadtsoldaten Geschützt nach §§ 12 und 28 DSchG | BW |
|                | Grabenhaus                                           | Seelengraben 27 (Karte)           | 1616-1630                  | Ehemaliges Wohnhaus für Ulmer Stadtsoldaten Geschützt nach §§ 12 und 28 DSchG |    |
|                | Grabenhaus                                           | Seelengraben 29 (Karte)           | 1616-1630                  | Ehemaliges Wohnhaus für Ulmer Stadtsoldaten Geschützt nach §§ 12 und 28 DSchG |    |
|                | Grabenhaus                                           | Seelengraben 31 (Karte)           | 1616-1630                  | Ehemaliges Wohnhaus für Ulmer Stadtsoldaten Geschützt nach §§ 12 und 28 DSchG |    |
|                | Grabenhaus                                           | Seelengraben 33 (Karte)           | 1616-1630                  | Ehemaliges Wohnhaus für Ulmer Stadtsoldaten Geschützt nach §§ 12 und 28 DSchG | BW |
|                | Grabenhaus                                           | Seelengraben 35 (Karte)           | 1616-1630                  | Ehemaliges Wohnhaus für Ulmer Stadtsoldaten Geschützt nach §§ 12 und 28 DSchG | BW |
|                | Grabenhaus                                           | Seelengraben 37 (Karte)           | 1616-1630                  | Ehemaliges Wohnhaus für Ulmer Stadtsoldaten Geschützt nach §§ 12 und 28 DSchG |    |
|                | Grabenhaus                                           | Seelengraben 39 (Karte)           | 1616-1630                  | Ehemaliges Wohnhaus für Ulmer Stadtsoldaten Geschützt nach §§ 12 und 28 DSchG |    |
|                | Grabenhaus                                           | Seelengraben 41 (Karte)           | 1616-1630                  | Ehemaliges Wohnhaus für Ulmer Stadtsoldaten Geschützt nach §§ 12 und 28 DSchG |    |
|                | Grabenhaus                                           | Seelengraben 43 (Karte)           | 1616-1630                  | Ehemaliges Wohnhaus für Ulmer Stadtsoldaten Geschützt nach §§ 12 und 28 DSchG |    |
|                | Grabenhaus                                           | Seelengraben 45 (Karte)           | 1616-1630                  | Ehemaliges Wohnhaus für Ulmer Stadtsoldaten Geschützt nach §§ 12 und 28 DSchG |    |
|                | Grabenhaus                                           | Seelengraben 47 (Karte)           | 1616-1630                  | Ehemaliges Wohnhaus für Ulmer Stadtsoldaten Geschützt nach §§ 12 und 28 DSchG |    |
|                | Wohnhaus                                             | Seelengraben 53/1 (Karte)         |                            | um 1840 als Zündholzfabrik auf der Nordwestecke der ehemaligen Bastion Fuchsloch gebaut Geschützt nach §§ 12 und 28 DSchG |    |
| Weitere Bilder |                                                      | Steingasse 11 (Karte)             |                            | Geschützt nach § 2 DSchG |    |
| Weitere Bilder | Wohnhaus                                             | Theatergasse 12 (Karte)           |                            | Giebelständiger Massivbau, entsprechend dem Traufgesims wohl 17. Jahrhundert, mit Guckehürle Geschützt nach § 2 DSchG |    |
| Weitere Bilder | Wohnhaus                                             | Theatergasse 14 (Karte)           | spätmittelalterlich        | Fachwerkhaus, mit Außentreppe, angeblattetes Fachwerk, Erdgeschoss (heute das Untergeschoss) sehr tiefliegend Geschützt nach § 2 DSchG |    |
| Weitere Bilder |                                                      | Theatergasse 16 (Karte)           |                            | Geschützt nach § 2 DSchG |    |
| Weitere Bilder |                                                      | Turmgasse 2 (Karte)               |                            | Geschützt nach § 2 DSchG |    |
|                |                                                      | Ulmengasse 9 (Karte)              |                            | Geschützt nach § 2 DSchG | BW |
|                |                                                      | Ulmengasse 15 (Karte)             |                            | Geschützt nach §§ 12 und 28 DSchG | BW |
|                | Pfarrhaus der Pfarrkirche St. Michael zu den Wengen  | Wengengasse 6 (Karte)             | 1786                       | 1786 von Daniel Blattner erbaut, zunächst noch als Klosteramtshaus, das 1805 zum Pfarrhaus wurde Geschützt nach §§ 12 und 28 DSchG |    |
| Weitere Bilder | Stiftschor der Pfarrkirche St. Michael zu den Wengen | Wengengasse 8 (Karte)             |                            | 1399 Baubeginn der Stiftskirche, nach der Rückkehr der Augustiner-Chorherren 1549 wurde die Kirche umgebaut, 1738–1766 entstand die bis jetzt noch im Chorbereich erhaltene Rokoko-Ausstattung, wurde 1805 die erste römisch-katholische Gemeindekirche in Ulm nach der Reformation; 1944 brannte die Kirche völlig aus und nur der Chorbereich blieb erhalten, der nach der Restaurierung von 1962–1972 als Seitenkapelle dient; die Kreuzigungsgruppe hinter dem Altar wurde von Niklaus Weckmann um 1495 gefertigt Geschützt nach §§ 12 und 28 DSchG |    |
| Weitere Bilder | Pfarrkirche St. Michael zu den Wengen                | Wengengasse 10 (Karte)            |                            | 1944 kriegszerstört, danach Neuaufbau Geschützt nach §§ 12 und 28 DSchG |    |
| Weitere Bilder | Wohnhaus                                             | Zeughausgasse 13 (Karte)          | 1840–1850                  | Giebelständiges Fachwerkhaus, im Zuge der Sanierung zwischen 1974 und 1993 wurde das Fachwerk freigelegt Geschützt nach § 2 DSchG |    |
| Weitere Bilder | Wohnhaus                                             | Zeughausgasse 15 (Karte)          | vor 1612                   | Giebelständiges Fachwerkhaus mit Traufteil, Anbau mit Mansarddach 1808/1817 Geschützt nach § 2 DSchG |    |
|                |                                                      | Zeughausgasse 15/1 (Karte)        |                            | Geschützt nach § 2 DSchG | BW |
| Weitere Bilder | Reiterbau des Zeughauses                             | Zeughausgasse 16 (Karte)          |                            | Der Baldachin über dem Haupttor des zum Zeughaus gehörenden Reiterbaus trägt das Monogramm und Steinmetzzeichen Peter Schmids und ursprünglich den Reichsadler und das Stadtwappen; im 19. Jahrhundert dieses durch das Wappen des Königreichs Württemberg ersetzt Geschützt nach §§ 12 und 28 DSchG |    |
| Weitere Bilder | Ruine des ehemaligen Zeughauses                      | Zeughausgasse 17 (Karte)          |                            | Geschützt nach §§ 12 und 28 DSchG |    |
| Weitere Bilder | Löwenbau des Zeughauses                              | Zeughausgasse 17 (Karte)          | 1666/1667                  | 1666/1667 von Leonhard Buchmiller errichtet, Giebelbau mit prächtigem Löwentor, 1976 renoviert mit erneuerter Sgraffito-Putzgliederung Geschützt nach §§ 12 und 28 DSchG |    |